# Zarzecze (powiat żywiecki)
Zarzecze – wieś w Polsce położona w województwie śląskim, w powiecie żywieckim, w gminie Łodygowice, 2 km na północ od Żywca. Powierzchnia sołectwa wynosi 325,9 ha, a liczba ludności 1380, co daje gęstość zaludnienia równą 423,44 os./km².
Zarzecze jest miejscowością turystyczną w Kotlinie Żywieckiej, w historycznym regionie Żywiecczyzny, nad rzeką Żylicą uchodzącą tu do Jeziora Żywieckiego w bliskim otoczeniu gór, co umożliwia aktywny wypoczynek. Jako miejscowość turystyczna posiada bazę ośrodków wypoczynkowych oraz basen. W miejscowości funkcjonuje OSP oraz Ludowy Klub Sportowy „Jezioro Żywieckie” z własnym boiskiem. W roku 2014 w miejscowości uruchomiono Browar Zarzecze.

## Historia
Najwcześniejsza wzmianka o istnieniu wsi pochodzi z 1450 roku. Wtedy to ówczesny dziedzic miasta Żywca – Mikołaj Strzała herbu Kotwicz figuruje w regeście dokumentu sprzedaży wsi Zarzecze Janowi Ślizieniowi. Wioska ta musiała więc powstać najpóźniej w XIV wieku, a jej założycielem był jeden z wcześniejszych właścicieli miasta Żywca. Poczynając od XV w. wieś należała do wielkiego majątku ziemskiego, zwanego „państwem” żywieckim. Jej nazwę tłumaczył żywiecki wójt Andrzej Komoniecki w swym Dziejopisie Żywieckim: Zarzecze stąd nazwane, iż za rzekami Sołą i Żylcą [tj. Żylicą] osadzone jest.
Historycznie miejscowość jest częścią Księstwa oświęcimskiego. W 1564 roku wraz z całym księstwem oświęcimskim i zatorskim leżała w granicach Korony Królestwa Polskiego, znajdowała się w województwie krakowskim w powiecie śląskim. Po unii lubelskiej w 1569 księstwo Oświęcimia i Zatora stało się częścią Rzeczypospolitej Obojga Narodów w granicach, której pozostawało do I rozbioru Polski w 1772. Po rozbiorach Polski miejscowość znalazła się w zaborze austriackim i leżała w granicach Austrii, wchodząc w skład Królestwa Galicji i Lodomerii.
Państwo Żywieckie posiadało 17 stawów rybnych, z czego aż 10 znajdowało się na obrzeżach Zarzecza. Istniały one prawdopodobnie już pod koniec XVI w. i zostały zlikwidowane ok. 1923 r., czego dowodzą opatrzone tą datą akty kupna terenu byłych stawów przez zarzeckich rolników od ówczesnego właściciela dóbr żywieckich – arcyksięcia Karola Habsburga.
Centrum miejscowości zlokalizowane było wzdłuż lewego brzegu Soły, przez co często ulegało zalaniu po jej wystąpieniu z brzegów. Na rzece znajdowała się granica z sąsiednią wsią Stary Żywiec, a Zarzecze należało do parafii przy tamtejszym kościele Wszystkich Świętych.
1 września 1906 w Zarzeczu została otwarta szkoła ludowa, której siedzibę stanowiły wynajmowane pomieszczenia w domach prywatnych. Posiadała początkowo jednego nauczyciela, którym był Jan Janicki, mianowany na to stanowisko przez Cesarsko Królewską Radę Szkolną Okręgową w Żywcu. W 1907 dla celów urządzenia własnej siedziby szkoły został pozyskany drewniany dom z ogrodem. Postanowiono o budowie nowego obiektu dla placówki, a w celu pozyskania funduszy na ten cel dokonano sprzedaży domu drogą licytacji. Rozpoczęto także zbiórkę środków pośród mieszkańców wsi. Nowo wybudowana siedziba szkoły została otwarta 1 września 1911, w placówce naukę rozpoczęły trzy roczniki, które stanowiło w sumie 135 uczniów. 26 listopada 1911 doszło do poświęcenia obiektu przez ks. Józefa Palke, w uroczystości wziął także udział Jan Widlarz, inspektor okręgowy z Żywca. Stanowisko nauczycieli pełnili Maria Kowalska i Józef Cholewa. W 1918 w szkole zakończono prowadzenia nauki języka niemieckiego i została ona przekształcona w dwuklasową. Naukę prowadził Antoni Piela. Budynek szkoły uległ zalaniu podczas powodzi mających tu miejsce w 1912, 1913 i 1923. 14 maja 1931 do obwodu miejscowej szkoły została przyłączona Mała Tresna, zamieszkałe w której dzieci dotychczas pobierały naukę w istniejącej od 1910 szkole w Tresnej, nieposiadającej własnego budynku i prowadzącej lekcje w wynajmowanych izbach. Po rozpoczęciu okupacji niemieckiej podczas II wojny światowej budynek szkoły w Zarzeczu został przeznaczony na placówkę dla uczniów narodowości niemieckiej, a polskie dzieci uczyły się w domach prywatnych. 7 maja 1945 szkoła została reaktywowana w przedwojennej lokalizacji. Posiadającą dwie sale lekcyjne placówką kierował Franciszek Kasperek, a stanowiska nauczycielek pełniły Zofia Mrowiec i Anna Olszewska.
Mieszkańcy miejscowości trudnili się przede wszystkim wytwarzaniem wyrobów z wikliny oraz pracą na roli, jedynie nieliczni znaleźli zatrudnienie w okolicznych zakładach przemysłowych.
W latach 1952–1954 doszło do powstania nowego budynku szkolnego, mieszczącego cztery sale lekcyjne, kancelarię, pokój nauczycielski i mieszkanie dla jej kierownika. Uzyskała ona nowe wyposażenie, w tym projektor kinowy, w związku z czym uruchomione zostało tu kino.
Po powodzi mającej tu miejsce 27–29 czerwca 1958, w wyniku której zalana została również szkoła, podjęta została decyzja o zapory w Tresnej. Wobec powstawania na tym terenie zbiornika wodnego, część mieszkańców wsi została przesiedlona do innych miejscowości, a pozostali wybudowali w okresie 1964–1965 nowe domy w wyżej położonych obszarach Zarzecza, na skutek czego liczba uczniów uczęszczających do szkoły zmniejszyła się z 200 do 150.
W związku z budową zbiornika, do Zarzecza została przeniesiona siedziba parafii rzymskokatolickiej ze Starego Żywca wraz z istniejącą tam kaplicą, powstałą po zniszczeniu tamtejszego kościoła w 1945. 
W lipcu 1964 rozpoczęta został budowa kościoła w Zarzeczu, w którym pierwsze nabożeństwo miało miejsce w 1965 trakcie obchodów Świąt Bożego Narodzenia.
Od czerwca 1965 w związku z powstawaniem zbiornika zakończone zostało funkcjonowanie szkoły w Zarzeczu w dotychczasowym budynku, a nauka była następnie kontynuowana w lokalu zastępczym. Prowadzono również jednocześnie budowę nowej siedziby placówki, otwartej 13 lutego 1966. Po powodzi w 1970 obiekt ten został wyremontowany i unowocześniony.
W połowie lat 60. we wschodniej części wsi (dzisiejsza ul. Harcerska) w ramach rozwijanej wówczas Akcji „Klimczok” powstała stała baza obozowa Hufca ZHP Katowice-Wschód. Podległe jej obozy rozbijane były latem w promieniu kilkuset metrów od bazy. Działania kontynuuje obecnie baza obozowa Hufca ZHP Katowice usytuowana nad brzegiem Jeziora Żywieckiego.
W latach 1975–1998 miejscowość należała administracyjnie do województwa bielskiego.
30 kwietnia 1997 Szkoła Podstawowa w Zarzeczu otrzymała imię Kornela Makuszyńskiego.
W czerwcu 2022 w Zarzeczu przy ulicy Plażowej odsłonięte zostały dwie tablice pamiątkowe, przestawiające historię wsi przed powstaniem Jeziora Żywieckiego. Jedna z tablic opowiada o życiu codziennym jej ówczesnych mieszkańców, o ich tradycjach i zwyczajach. Kolejna opisuje Stare Zarzecze z początku lat 60. XX wieku, przed samym zalaniem miejscowości i prezentuje listę gospodarzy zamieszkujących je w tym czasie.

## Religia
Na terenie wsi działalność duszpasterską prowadzi Kościół Rzymskokatolicki (parafia Wszystkich Świętych).